# Park Narodowy Meru
Park Narodowy Meru – kenijski park narodowy, położony w hrabstwie Meru, na wschód od góry Meru. Zajmuje powierzchnię 870 km². Został założony w 1966 roku. 
Z powodu intensywnych opadów deszczu pokryty jest wysokimi trawami sawanny i bagnami, co utrudnia obserwowanie dzikich drapieżników. Najsilniejsze opady występują w najwyższych partiach północno-zachodniej części. Park znajduje się na wysokości 300–1000 m n.p.m., przecina go 13 rzek i liczne strumienie górskie. 
Fauna reprezentowana jest przez liczne gatunki ssaków, m.in. słonie, lwy, lamparty, gepardy, nosorożce, zebry czy hipopotamy. Na obszarze parku zarejestrowano także ponad 300 gatunków ptaków, w tym sokół rudogłowy, nocobieg ozdobny, dzięcioł brązowogrzbiety, nektarniki, rybiarka duża, zimorodki, kraski, żołny, szpaki i wiele innych. 
W pobliżu Parku Narodowego Meru znajdują się inne parki i rezerwaty. Na wschodzie kontynuację parku stanowi Rezerwat Narodowy Bisanadi, a po drugiej stronie rzeki Tana, na południu znajduje się Rezerwat Narodowy Północnego Kitui i znacznie większy Park Narodowy Kora.